# Pterolophia rhodesiana
Pterolophia rhodesiana är en skalbaggsart som beskrevs av Stefan von Breuning 1962. Pterolophia rhodesiana ingår i släktet Pterolophia och familjen långhorningar.
Artens utbredningsområde är Zimbabwe. Inga underarter finns listade i Catalogue of Life.